# Kateri Lemmens
Kateri Lemmens, née à Sherbrooke en 1974, est une poète, essayiste et professeure québécoise.

## Biographie
Née à Sherbrooke en 1974, Kateri Lemmens détient un baccalauréat en lettres et langues française et en philosophie à l'Université de Sherbrooke (1996). Elle étudie également en philosophie à l'Université McGill ainsi qu'en littérature québécoise et américaine, puis en relations internationales à l'Université de Sherbrooke.
Elle obtient ensuite une maîtrise en littérature française à l'Université McGill (1999) ainsi qu'un doctorat en études françaises à l’Université de Sherbrooke (2004), sous la direction de Christiane Lahaie,. Sa thèse de doctorat en recherche-création portait sur le nihilisme dans la littérature. Ses recherches joignent littérature, philosophie et éthique en contexte de création littéraire.
Jusqu'à la fin des années 1990, Kateri Lemmens a travaillé comme journaliste au journal Place publique de Montréal, ainsi qu'au journal Fusion de Sherbrooke. Au tournant des années 1999 et 2000, elle a été réalisatrice et animatrice d'un magazine culturel à la radio de CFLX 95,5 de Sherbrooke.
À partir de 2000, elle entame une carrière en enseignement au Collège de Sherbrooke, où elle a été professeure de littérature, de français et de philosophie. En 2007, elle poursuit sont cheminement professionnel à titre de professeure au Département des lettres et humanités de l’Université du Québec à Rimouski où elle enseigne la création littéraire,.
En plus de publier dans de nombreuses revues spécialisées (Moebius, Revue franco-anglaise de poésie, Contre-Jour, Estuaire, etc.), Kateri Lemmens publie deux recueils de poésie, Quelques éclats (Éditions du Noroît, 2007) et Passer l'hiver (Éditions du Noroît, 2020), ainsi qu'un roman, Retour à Sand Hill (La Valette-éditeur, 2014) et un essai, Nihilisme et création : lectures de Nietzsche, Musil, Kundera, Aquin (Presses de l'Université Laval, 2015),,,. En 2019, Lemmens codirige avec Normand Baillargeon le collectif Que sait la littérature ? aux éditions Léméac, ouvrage qui regroupe une vingtaine de textes visant à discuter de l'importance de la littérature dans le quotidien.
Kateri Lemmens est récipiendaire de plusieurs prix littéraires. Elle est notamment récipiendaire du concours littéraire Critères du Cégep François-Xavier Garneau (1992), du concours littéraire Traversées, organisé par l’Agence Québec / Wallonie-Bruxelles pour la jeunesse (1997), du concours de « poème-affiche » remis dans le cadre du Printemps du Québec à Paris (1999) ainsi que du Prix la Traductière du Concours de poésie de l’Université Paris – Sorbonne (Paris IV) remis lors du Printemps des poètes à Paris (2001). Elle est également finaliste du Prix Émile-Neligan en 2008.
Elle est membre de l'Union des écrivaines et des écrivains québécois.

## Œuvres

### Poésie
- Quelques éclats, Montréal, Éditions du Noroît, 2007, 68 p. (ISBN 978-2-89018-609-5)
- Passer l'hiver, avec des illustrations de Romain Renard, Montréal, Éditions du Noroît, 2020, 104 p. (ISBN 9782897662240 et 9782897662257)

### Roman
- Retour à Sand Hill, Abreschviller, La Valette-éditeur, 2014, 174 p. (ISBN 9791091590044)

### Direction d'ouvrage
- Kateri Lemmens et Normand Baillargeon (dir.), Que sait la littérature?, Montréal, Léméac, 2019, 320 p.  (ISBN 9782760912366)
- Kateri Lemmens, Alice Bergeron et Guillaume Dufour-Morin (dir.), Explorer, créer, bouleverser : l'essai littéraire comme espace de recherche-création, Montréal, Nota Bene, coll. « La ligne du risque », 2019, 262 p.  (ISBN 9782895186984)

### Essais
- Kateri Lemmens et Élise Turcotte, Supplément au Parfum de la tubéreuse, Montréal, Portrait & Paysage, 2015.  (ISBN 9782980590016)
- Nihilisme et création : lectures de Nietzsche, Musil, Kundera, Aquin, Québec, Presses de l'Université Laval, 2015, 158 p. (ISBN 9782763725710)

## Prix et honneurs
- 1992 - Récipiendaire : Concours littéraire Critères du Cégep François-Xavier Garneau
- 1997 - Récipiendaire : Concours littéraire Traversées, organisé par l’Agence Québec / Wallonie-Bruxelles pour la jeunesse (pour Entretiens d'Outremer)[9]
- 1999 - Récipiendaire : Concours de « poème-affiche » remis lors du Printemps du Québec à Paris[10]
- 1999 - Deuxième place : Prix du Jeune Écrivain Francophone, à Muret, en France (pour En attendant la nuit)
- 2001 - Récipiendaire : Prix la Traductière du Concours de poésie de l’Université Paris – Sorbonne (Paris IV) remis lors du Printemps des poètes (pour Immobile)[9]
- 2004 - Récipiendaire : Concours Passerelle organisé par le département de français de la Faculté des lettres de l’Université libanaise, à Saïda, au Liban (pour L'Enfant et le Chat)[9]
- 2005 - Récipiendaire : Prix du vice-rectorat à la recherche (pour la meilleure thèse de doctorat déposée en 2004 à l'Université de Sherbrooke dans la catégorie Lettres et sciences humaines et sociales)[10]
- 2007 - Finaliste : Prix Émile-Nelligan (pour Quelques éclats)[9],[11]
- 2021 - Dans la première sélection : Prix des libraires du Québec, catégorie poésie québécoise (pour Passer l'hiver)[12]